# Ufeus plicatus
Ufeus plicatus är en fjärilsart som beskrevs av Augustus Radcliffe Grote 1873. Ufeus plicatus ingår i släktet Ufeus och familjen nattflyn. Inga underarter finns listade i Catalogue of Life.